# Neiman Marcus
Neiman Marcus è una catena statunitense di grande distribuzione organizzata di lusso, con sede a Dallas, nel Texas. Fa parte del gruppo Neiman Marcus Group, controlla anche 
i grandi magazzini Bergdorf Goodman e gestisce una divisione di marketing diretto, Neiman Marcus Direct, che si occupa del catalogo e delle operazioni online con i nomi Horchow, Neiman Marcus e Bergdorf Goodman.

## Storia
L'azienda fu fondata nel 1907 da Herbert Marcus Sr. insieme alla sorella Carrie Marcus Neiman e al marito A.L. Neiman. Il primo negozio aprì il 10 settembre dello stesso anno.
Stanley Marcus, figlio di uno dei fondatori, morì il 22 gennaio 2002. È stato presidente della società (fino a farla essere in diretta competizione con altri centri commerciali dello stesso settore come Barneys New York, Saks Fifth Avenue, Nordstrom, Lord & Taylor, e Bloomingdale's) e soprattutto è stato l'architetto dietro le sfilate di moda, la pubblicità di New York per una catena strettamente regionale, le mostre d'arte in negozio e il catalogo di Natale con i suoi stravaganti regali per lui e per lei, tra cui cappotti di vicuña, un paio di aeroplani, un sottomarino, una "barca di Noé" (comprese coppie di animali), cammelli e tigri vive.
Negli ultimi 20 anni, la proprietà di Neiman Marcus è passata attraverso diverse mani. Nel giugno 1987, la società è stata scorporata dalla sua società madre al dettaglio, Carter Hawley Hale Stores, ed è diventata una società quotata in Borsa. La General Cinema, in seguito diventata Harcourt General, aveva ancora una partecipazione di controllo di circa il 60% fino al 1999, quando Neiman Marcus fu completamente scorporata dalla società madre. Il 2 maggio 2005, Neiman Marcus Group è stato oggetto di un leveraged buyout (LBO), finendo di proprietà di due società di private equity, Texas Pacific Group e Warburg Pincus.
Nell'agosto 2013, Women's Wear Daily ha dato la notizia che il Neiman Marcus Group si stava preparando per un'offerta pubblica iniziale delle sue azioni. Nell'ottobre 2013, il Neiman Marcus Group è stato venduto per 6 miliardi di dollari ad Ares Management con sede a Los Angeles e al Canada Pension Plan Investment Board di Toronto. Nell'agosto 2015, la società ha nuovamente annunciato che si stava preparando per un'offerta pubblica iniziale. Alla fine del 2015 Neiman Marcus è diventata un'azienda autonoma.
Neiman Marcus ha fatto notizia nel novembre 2013 dopo che l'azienda ha scoperto un diamante grezzo da 25 carati al largo della costa della Namibia, valutato 1,85 milioni di dollari. Il diamante è stato denominato "Nam Diamond".
Nell'aprile 2019, Neiman Marcus ha acquisito una quota di minoranza in Fashionphile, una piattaforma di rivendita online di borse, gioielli e accessori.

### Il fallimento
La società ha fatto ricorso il 7 maggio 2020 al Chpter 11, la bancarotta assistita, a causa del forte indebitamento (5,1 miliardi di dollari) e alle minori vendite dovute alla pandemia Covid-19.
Alla fine di settembre 2020, Neiman Marcus è uscito dal fallimento del Chapter 11, diventando di proprietà di un consorzio di società di investimento (Davidson Kempner Capital Management, Sixth Street Partners e Pacific Investment Management).

## Collezione Neiman Marcus
La "Collezione Neiman-Marcus", che comprende i primi libri contabili, layout di cataloghi pubblicitari e natalizi, file su attività di beneficenza, premi e presentazioni precedenti e una raccolta di cimeli personali di Stanley Marcus, si trova al Texas e Dallas History & Archives Division, 7th Floor, Main Library, Dallas Public Library, dove può essere consultata dai ricercatori.